# کاروانسرای شاه‌عباسی (مهارلو)
کاروانسرای شاه عباسی ماهلو مربوط به دوره صفوی است و در شهرستان سروستان، بخش کوهنجان، دهستان ماهلو، جنوب شرق روستای ماهلو، در میان باغات بادام و انار واقع شده و این اثر در تاریخ ۳۰ بهمن ۱۳۸۶ با شمارهٔ ثبت ۲۰۸۰۵ به‌عنوان یکی از آثار ملی ایران به ثبت رسیده است.